# La Israel lobby e la politica estera americana
La Israel Lobby e la politica estera americana (The Israel Lobby and U.S. Foreign Policy) è un libro scritto da John Mearsheimer e Stephen Walt pubblicato nel settembre 2007 in USA ed edito in Italia da Arnoldo Mondadori Editore.

## Contenuto
I due autori espongono la tesi generale secondo la quale da tempo gli USA starebbero rinunciando a buona parte degli interessi nazionali in favore di Israele, e che la politica estera statunitense per il Medio Oriente sarebbe pesantemente influenzata dalla lobby israeliana, una coalizione di organizzazioni ed individui operanti attivamente in direzione pro-Israele. Tale lobby avrebbe come pilastro l'AIPAC (American Israel Public Affairs Committee), una potente organizzazione legale, la quale influenzerebbe attivamente il congresso degli Stati Uniti nelle scelte di politica estera. Secondo Walt e Mearsheimer, i membri del Congresso e i loro staff «si rivolgono abitualmente all'AIPAC quando necessitano di informazioni» sul Medio Oriente, e spesso «l'AIPAC è chiamato in soccorso perché prepari tracce di discorsi pubblici, consigli un progetto di legge, dia pareri sulle tattiche, raccolga co-firmatari e mobiliti i voti».
Il libro inoltre analizza in modo critico l'impatto mediatico che tale lobby avrebbe sul dibattito interno statunitense: secondo gli autori, grazie all'incessante opera dell'AIPAC, «chiunque critichi le azioni israeliane o sostenga che gruppi filo-israeliani hanno una notevole influenza sulla politica USA in Medio Oriente viene etichettato come antisemita». Mearsheimer e Walt mettono in evidenza il contesto strategico mediorientale, avanzando numerose tesi, tra le quali l'idea che, con la fine della guerra fredda, Israele sia diventato per gli USA (e per i contribuenti americani) un costoso ed inutile peso economico e politico.